# Salón de Asambleas de Mansudae
El Salón de Asambleas de Mansudae (en coreano : 만수대 의사당; Hanja : 萬壽 臺 議事堂) es la sede de la Asamblea Popular Suprema, la legislatura unicameral de Corea del Norte. Se encuentra en la capital de Corea del Norte, Pyongyang, y se encuentra junto al Museo de la Revolución de Corea. Antes de la guerra de Corea, el territorio donde se encuentra el edificio era la ubicación de la antigua prisión de mujeres de Pyongyang.
Las instalaciones incluyen una sala de reuniones principal con una superficie de 4300 metros cuadrados con 2000 asientos para los miembros del parlamento, así como un sistema de interpretación simultánea en la sala que tiene la capacidad de traducir diez idiomas extranjeros a la vez.  El edificio se basa en influencias arquitectónicas soviéticas con algunos elementos coreanos.